# Gregor Miklič
Gregor Miklič, slovenski sindikalist in politik, * 18. avgust 1942, Ljubljana, † 1. november 2007, Ljubljana
Med letoma 1992 in 1997 je bil član Državnega sveta Republike Slovenije.